# ستيف هينشو
ستيف هينشو (بالإنجليزية: Steve Henshaw)‏ كان متسابق دراجات نارية إنجليزي. نافس في سباقات بطولة العالم لفئة 500 سي سي. كما شارك في كأس جزيرة مان السياحية وظهر فيها 23 مرة من سنة 1981 إلى 1989. توفي إثر حادث تعرض له أثناء السباق عندما كان يحاول تفادي أحد المتسابقين الساقطين على الأرض.